# صموئيل جيمس هيوم
صموئيل جيمس هيوم (بالإنجليزية: Samuel James Hume)‏ هو بائع كتب أمريكي، ولد في 14 يونيو 1885، وتوفي في 1 سبتمبر 1962.